# コスモピア内之浦
コスモピア内之浦（コスモピアうちのうら）は、鹿児島県肝付町南方にある国民宿舎。2020年（令和2年）9月から休館となっており、肝付町は建物を解体する方針である。

## 概要
1997年（平成9年）に建築された鉄筋コンクリート4階建、高さ22.71mの施設である。1998年（平成10年）に開業した。
宿泊施設は和洋室1室、和室12帖1室、和室10帖12室、シングル17室、ツイン8室の合計39室である（定員106名）。宿泊施設の付帯施設として、レストラン（80席）、ティーラウンジ（20席）、宴会場（110席）、研修室（90席）、フロント、売店、ロビー等がある。
温泉施設には大浴場、家族風呂、福祉風呂があり、付帯施設として軽食コーナー、休憩コーナー、休憩室、研修室、リラックスルーム、トレーニングルーム、健康相談室等がある。
2006年度以降は赤字が恒常化するようになり、新型コロナ禍でさらに稼働率が低下し、運営事業者が撤退し、2020年（令和2年）9月から休館となった。
肝付町は2024年（令和6年）の12月議会に解体工事費5億9300万円を計上した補正予算案を提案した。これに対して、地元では改修による再活用を求める住民の活動も行われている。

## 泉質
- 泉温 29.4℃[2]
- 湧出量 70ℓ/分（1994年10月31日時点）[2]
- 泉質 アルカリ性単純硫⻩泉（低張性アルカリ性低温泉PH：9.8）[2]